# Sphoeroides marmoratus
Sphoeroides marmoratus är en fiskart som först beskrevs av Lowe 1838.  Sphoeroides marmoratus ingår i släktet Sphoeroides och familjen blåsfiskar. Inga underarter finns listade i Catalogue of Life.